# Francisco de Oyagüe Sarmiento de Sotomayor
Francisco de Oyagüe Beingolea y Sarmiento de Sotomayor (Lima, 1741-17 de febrero de 1818), fue un noble y catedrático criollo que ejerció importantes cargos académicos en el Virreinato del Perú. Rector de la Universidad de San Marcos.

## Biografía
Sus padres fueron los limeños Domingo José de Oyagüe y Beingolea, corregidor de Canta, Santiago del Cercado y caballero de la Orden de Santiago, y Mariana Sarmiento de Sotomayor del Campo, hija mestiza del II Conde de Portillo. Inició sus estudios en el Real Colegio de San Martín (1754), los continuó en el Colegio Mayor de San Felipe y San Marcos (1760), para luego obtener el grado de Doctor en Leyes y Sagrados Cánones en la Universidad de San Marcos y recibirse como abogado ante la Real Audiencia de Lima. Por esa época, alcanzó el grado de teniente en el Regimiento de la Nobleza de Lima, cuerpo de milicias creado por el virrey Amat.
Incorporado a la docencia, se desempeñó en las cátedras de Digesto Viejo, Código (1783) y Vísperas de Sagrados Cánones (1793). En sesiones del claustro protestó contra el nombramiento de José Baquíjano y Carrillo como catedrático de Vísperas de Leyes (1780), por haber sido dispuesto mediante decreto del virrey Manuel Guirior. Posteriormente fue elegido rector (1805) y luego de su periodo de gobierno, "a causa de sus notorias enfermedades" se confió su cátedra a un sustituto (1810).
| Predecesor: Francisco Xavier de Echagüe | Rector de la Universidad de San Marcos 1805 - 1808 | Sucesor: José Silva y Olave |